# Diecezja Saint Cloud
Diecezja Saint Cloud (łac. Dioecesis Sancti Clodoaldi, ang. Diocese of Saint Cloud) jest diecezją Kościoła rzymskokatolickiego w środkowej części stanu Minnesota.

## Historia
Diecezja została kanonicznie erygowana 22 września 1889 roku przez papieża Leona XIII. Wcześniej był to wikariat apostolski Północnej Minnesoty, który utworzono 12 lutego 1875 z terenów ówczesnej diecezji Saint Paul. Zasłużonym misjonarzem i organizatorem życia religijnego na tych terenach był słoweński kapłan Francis Xavier Pierz (1785-1880) nazywany "Ojcem diecezji Sain Cloud". W Saint Cloud, przed jednym ze szpitali katolickich, stoi dziś jego pomnik. Z powodu rosnącej liczby katolików, powołano na terenach północnej Minnesoty wikariat apostolski z benedyktyńskim opatem niemieckiego pochodzenia na czele (o. Rupertem Seidenbuschem), który był budowniczym pierwotnej katedry diecezjalnej. Ustąpił jednak z powodu słabego zdrowia niedługo przed podniesieniem wikariatu do rangi diecezji. Pierwszym ordynariuszem został szwajcarski kapłan  Otto Zardetti (1847-1902). Obecny kościół katedralny wybudowano w roku 1931, a od roku 1937 jest katedrą diecezji Saint Cloud.

## Ordynariusze
- Rupert Seidenbusch OSB (1875–1888) wikariusz apostolski
- Otto Zardetti (1889–1894)
- Martin Marty OSB (1895–1896)
- James Trobec (1897–1914)
- Joseph Francis Busch (1915–1953)
- Peter William Bartholome (1953–1968)
- George Henry Speltz (1968–1987)
- Jerome Hanus OSB (1987–1994)
- John Kinney (1995–2013)
- Donald Kettler (2013–2022)
- Patrick Neary (od 2023)